# David de Coninck

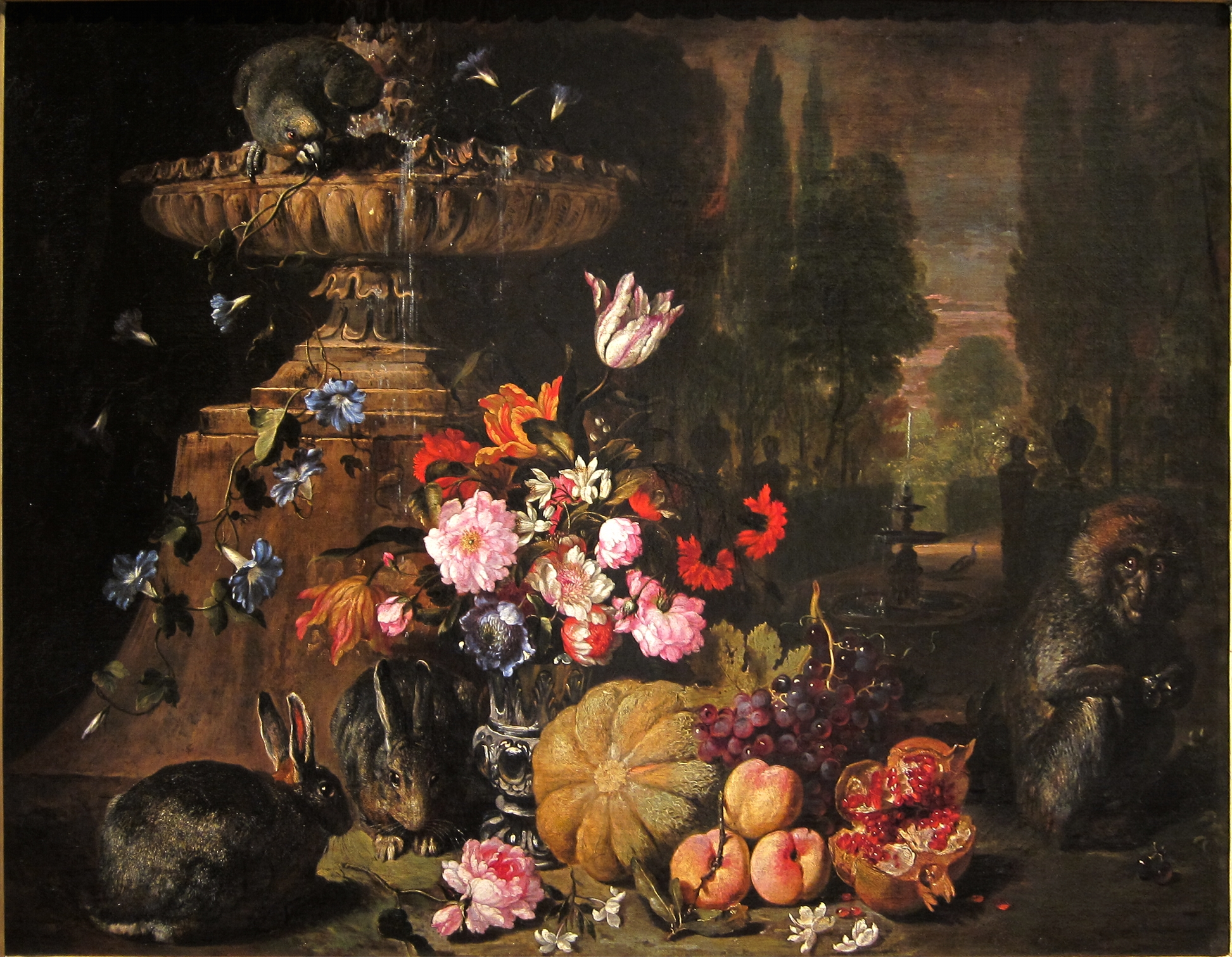
Natureza-morta de frutas e flores com animais

David de Coninck, David de Koninck ou Rammelaer (ca. 1644, Antuérpia – após 1701, provavelmente Bruxelas) foi um pintor flamengo que se especializou em naturezas-mortas e paisagens com animais e cenas de caçadas. Reconhecido como um grande pintor de animais, de Conick desenvolveu sua carreira em Paris, Roma e Viena.  

## Vida
Foi aluno de Pieter Boel em 1659, conhecido pintor de animais que, por sua vez, foi treinado por Jan Fyt.  De Coninck tornou-se mestre na Guilda de São Lucas de Antuérpia e de Bruxelas. [carece de fontes?]
Mudou-se para Paris onde trabalhou com Nicasius Bernaerts por muitos anos, possivelmente até 1669. Nicasius era um influenete pintor de animais flamengo que trabalhava para a corte real e foi membro da Academia Real de Pintura e Escultura em Paris.  Vivou em Paris de 1671 a 1694.  Tornou-se membro do Bentvueghels, uma associação de pintores holandeses e flamengos que viaim em Roma e recebeu o apelido de Rammelaer (chocalho).

## Obra
De Coninck pintava naturezas-mortas, incluindo frutas e animais de caça, além de pinturas arquitetônicas.   
Influenciou outros artistas na Itália, tais como Baldassare De Caro, Giovanni Crivelli (il Crivellino), Nicola Malinconico, Franz Werner von Tamm e Jacob Xavier Vermoelen.[carece de fontes?]